# Bruksvallarnas kapell
Bruksvallarnas kapell är en kyrkobyggnad i samhället Bruksvallarna i västra Härjedalen. Kapellet, som även kan användas som samlings- och sammanträdeslokal, tillhör Tännäs-Ljusnedals församling inom Svenska kyrkan.
Kapellet invigdes den 2 september 1978 av biskopen i Härnösands stift, Bertil Werkström. Kapellet har en fristående klockstapel som uppfördes år 1980.
Några hundra meter från kapellet finns en begravningsplats, Fjällkyrkogården, som började anläggas år 1948.